# John Langalibalele Dube
John Langalibalele Dube (11 de fevereiro de 1871 - 11 de fevereiro de 1946) foi um ensaísta, filósofo, educador, político,romancista e poeta sul-africano. Em 1912 ele foi o presidente-fundador do "Congresso Nacional dos Nativos Sul-Africanos" (SANNC), que se tornou o Congresso Nacional Africano (CNA) em 1923. Dube atuou como presidente do CNA entre 1912 e 1917.

## Biografia
John Langalibalele nasceu na localidade de Inanda, na Colónia de Natal, em um posto missionário da Missão Americana-Zulu (AZM), uma filial do Conselho Americano de Comissários para Missões Estrangeiras, cujas igrejas missionárias da África Austral depois se fundiram com as igrejas missionárias congregacionais da Sociedade Missionária de Londres e União Congregacional da África do Sul para formar a Igreja Congregacional Unida da África Austral (UCCSA). Seu pai, o Reverendo James Dube, foi um dos primeiros pastores africanos ordenados pela AZM. Dube começou sua educação formal em Inanda, prosseguindo-a no Colégio Superior Adams, em Amanzimtoti.
Dube nasceu da linhagem real e era, por direito, um chefe tribal zulu. Por causa da conversão de seu pai ao cristianismo pelos primeiros missionários na África do Sul antes da república, ele não governou a tribo cadi (ou qadi) dos zulus. O sobrenome de Dube era na verdade Ngcobo, proveniente de uma linha real zulu.
Em 1887, a família Wilcox estava retornando aos Estados Unidos e John Dube e sua mãe convenceram o casal missionário a levá-lo para terras estadunidenses, onde ele poderia continuar sua educação. O Reverendo Cullen Wilcox, chefe da família, concordou com a condição de que Dube se mantivesse financeiramente.

### Estudos e influencia de Booker T. Washington

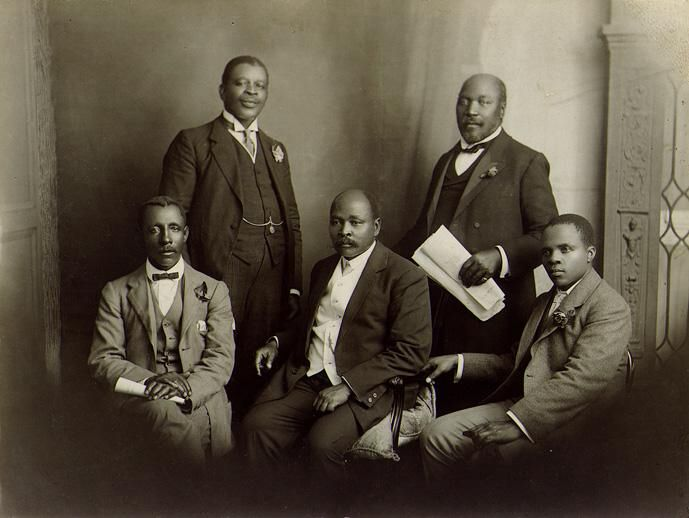
A delegação do Congresso Nacional dos Nativos Sul-Africanos no Reino Unido, junho de 1914. Da esquerda para a direita: Thomas Mapikela, Walter Rubusana, John Langalibalele Dube, Saul Msane e Sol Plaatje. A delegação tentou fazer com que o governo britânico interviesse contra a Lei da Terra, mas a deflagração da Primeira Guerra Mundial frustrou sua esperança.

Dube sofreu bastante influência do educador Booker T. Washington em sua viagem aos Estados Unidos no início de 1890. Ele e sua esposa fundaram a Escola Secundária Ohlange em 1901, uma escola dedicada a ensinar às mulheres bantas os aspectos da sociedade moderna. Em seu conceito moral, Dube, havia identificado a mulher banta como o ponto de fraqueza para desenvolvimento da sociedade banta por causa das restrições da sociedade tribal à educação feminina, ao que ele identificou como um erro que causava a propensão da mulher a coisas efêmeras. Dube foi particularmente influenciado pela leitura de Up From Slavery, de Washington, um livro sobre autossuficiência do evangelho, teria ensinada pelo conferencista abolicionista Ralph Waldo Emerson. O livro de Washington mostrou-se imensamente influente no pensamento do povo banto e em todo o mundo negro. Foi posteriormente traduzido para várias línguas bantas na África do Sul, mas Dube nunca optou por traduzi-lo, colocando seus ensinamentos em prática.

### Vida profissional

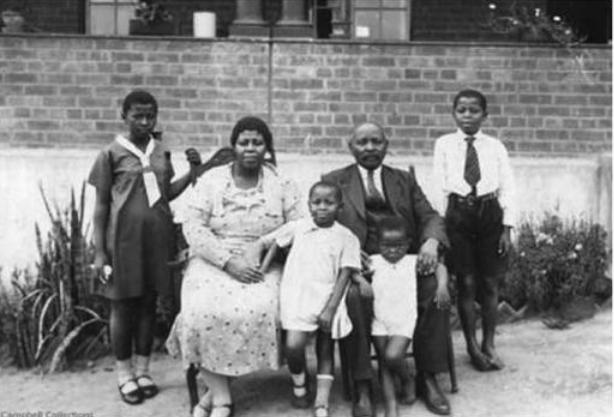
John e sua segunda esposa, Angelina Dube, em meados da década de 1930.

Dube também foi um educador, um orador de destaque em seu meio, envolvendo brancos em palestras em todo o país. Em 1901, ele e sua primeira esposa, Nokutela Dube, fundaram a Escola Industrial Cristã Zulu, que agora é a Escola Secundária Ohlange. Esta foi a primeira instituição educacional na África do Sul a ser fundada por negros. Ele deu palestrantes por convite e, como resultado, recebeu um doutorado em filosofia. Seu papel como educador foi menos documentado, mas ele sustentou e propôs visões sobre educação e cultura, que logo foram usadas pelo governo do apartheid quando este assumiu o poder em 1948 e legislou a Lei da Educação Negra. Dube identificara a necessidade de combinar a educação ocidental com os costumes e tradições locais, todos baseados no amplo comportamento comunitário africano.
Em 8 de janeiro de 1912, o Congresso Nacional Africano foi fundado como "Congresso Nacional dos Nativos Sul-Africanos" (SANNC). A primeira Diretoria Executiva do SANNC tinha John Langalibalele Dube como Presidente. Dube atuou como presidente do CNA entre 1912 e 1917.